# Nuša Derenda

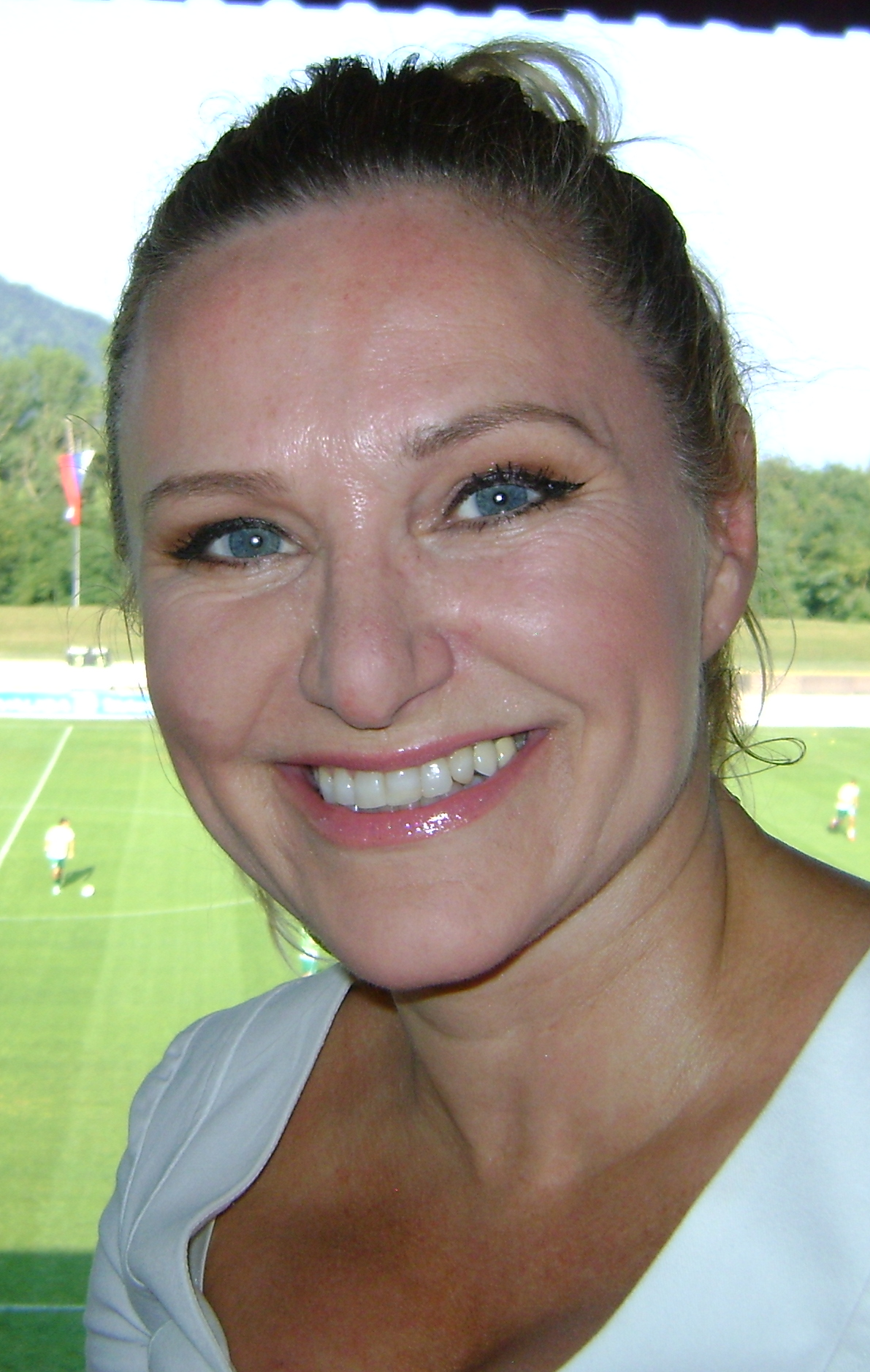
Nuša Derenda, 2015

Nuša Derenda (geboren op 30 maart 1969 in Brežice, Slovenië) is een Sloveense zangeres.
In 1999 waagde ze voor het eerst haar kans bij EMA, de Sloveense voorronde van het Eurovisiesongfestival, maar ze eindigde op een teleurstellende 11de plaats.
Twee jaar later was het wel raak toen ze de voorronde won met Ne ni res, in het Engels werd dat Energy, ze werd 7de en evenaarde daarmee Darja Švajger die in 1995 al 7de werd, dit is de hoogste plaats die Slovenië tot nu toe bereikt heeft. 
In 2002 zetelde ze in de jury van Eurolaul, de Estse voorronde, en was ze presentatrice van een halve finale van EMA. Een jaar later zou ze opnieuw haar kans wagen, ditmaal met Prvic in zadnic, een al even krachtige song als Energy, ze moest het echter afleggen tegen Karmen Stavec die ook al enkele pogingen achter de rug had en de publiekslieveling was nadat ze in 2002 het maximum kreeg van de televoters maar niet van de jury en de groep Sestre voor zich liet gaan. Stavec haalde echter het slechtste Sloveense resultaat tot dan toe, terwijl Nusa eerherstel kreeg door 2de te eindigen in de Second Chance Contest. 
In 2005 wilde ze opnieuw naar het songfestival met het liedje Noe Noe, hoewel ze het weer schitterend bracht was het liedje niet sterk genoeg.
In 2016 probeerde ze het nog eens met het liedje Tip Top, wat ook weer in de stijl was als het liedje Energy. Ze delfde weer het onderspit; dit keer won ManuElla met Blue & Red.
Maar Nusa heeft niet enkel songfestivalliedjes op haar palmares staan, liedjes als Ni mi zal, Ne klici me en Pesek v oci waren ook successen in haar eigen land.
1993: 1X Band · 
1995: Darja Švajger · 
1996: Regina · 
1997: Tanja Ribič · 
1998: Vili Resnik · 
1999: Darja Švajger · 
2001: Nuša Derenda · 
2002: Sestre · 
2003: Karmen Stavec · 
2004: Platin · 
2005: Omar Naber · 
2006: Anžej Dežan · 
2007: Alenka Gotar · 
2008: Rebeka Dremelj · 
2009: Quartissimo feat. Martina · 
2010: Ansambel Žlindre & Kalamari · 
2011: Maja Keuc · 
2012: Eva Boto · 
2013: Hannah Mancini · 
2014: Tinkara Kovač · 
2015: Maraaya · 
2016: ManuElla · 
2017: Omar Naber · 
2018: Lea Sirk · 
2019: Zala Kralj & Gašper Šantl · 
2021: Ana Soklič · 
2022: LPS · 
2023: Joker Out · 
2024: Raiven · 
2025: Klemen
- International Standard Name Identifier: 0000 0003 7282 5792
- MusicBrainz: 1b924663-c9bb-40c2-a216-31e29fdae145
- Nationale en Universitaire bibliotheek Zagreb: 000288345
- Virtual International Authority File: 305624750